# Conospermum galeatum
Conospermum galeatum (лат.) — кустарник, вид рода Коноспермум (Conospermum) семейства Протейные (Proteaceae), эндемик Западной Австралии.

## Ботаническое описание
Conospermum galeatum — открытый кустарник до 70 см высотой. Листья нитевидные, 4-5 см длиной, около 0,5 мм шириной, изогнутые, канальцевидные, острые. Соцветие — метёлка из колосьев; цветонос 16-20 см длиной, гладкий, полосатый; прицветники яйцевидные, 2,5-3 мм длиной, 2-3 мм шириной, голубые, у основания и по бокам опушённые, острые. Околоцветник белый, пушистый; трубка длиной 5-8 мм; верхняя губа яйцевидной формы, длиной 1-1,5 мм, c. 2 мм шириной, голубая с разбросанными белыми волосками по средней линии, у основания опушённая; вершина заострённая, загнута назад. Цветёт в августе-сентябре. Плод этого вида не описан.

## Таксономия
Вид был официально описан в 1995 году австралийским ботаником Элеанорой Мерион Беннет во Flora of Australia по образцу, собранному в 1929 году У. Блэкуэллом между Брюс-Роком и Нарембином в Западной Австралии.

## Распространение
C. galeatum — эндемик Западной Австралии. Встречается в ограниченном ареале в регионе Уитбелт в Западной Австралии, где растёт на песчаных почвах. Однако этот вид не обнаруживали с 1966 года.